# Královec
Královec (deutsch Königshan) ist eine Gemeinde in Tschechien. Sie befindet sich 14 Kilometer nordöstlich von Trutnov (Trautenau) an der Grenze zu Polen und gehört zum Okres Trutnov.

## Geographie

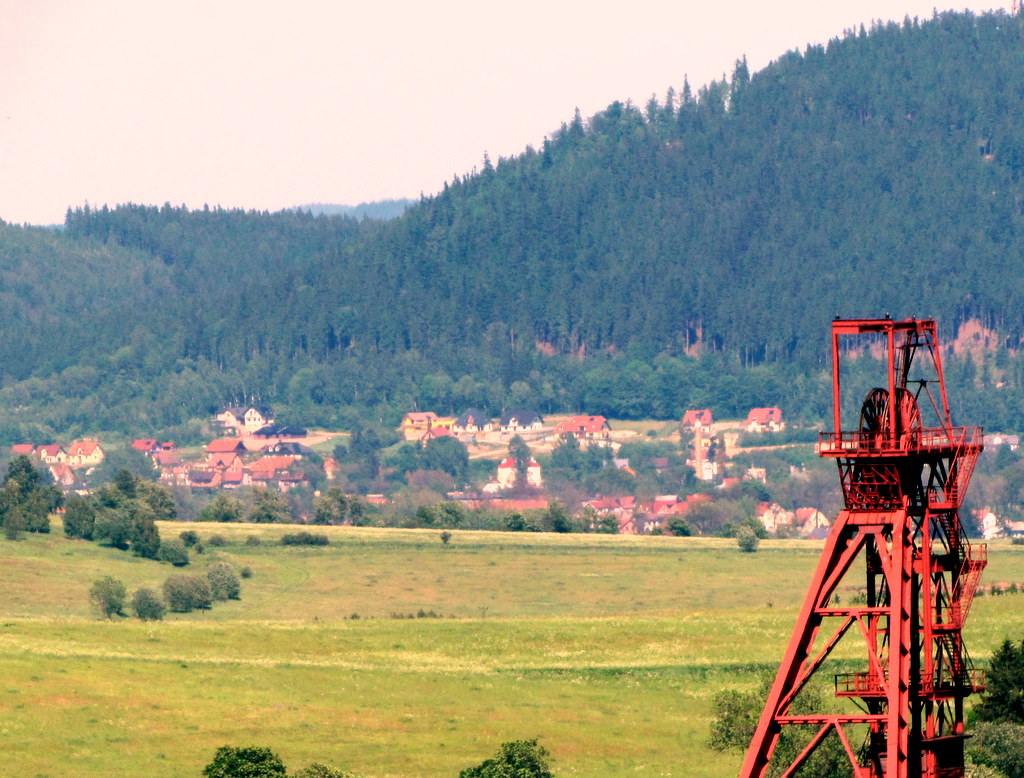
Blick auf Královec

Královec befindet sich am westlichen Fuße des Rabengebirges und wird vom Černý potok (Schwarzbach) durchflossen. Südöstlich erhebt sich der 880 m hohe Královecký Špičák (Königshaner Spitzberg), östlich der 843 m hohe Szeroka (Breiter Berg). Im Nordosten liegt zwischen den östlichen Ausläufern des Riesengebirges und dem Rabengebirge der Královecké sedlo (polnisch Przełęcz Lubawska, deutsch Liebauer Pass), über den die Staatsgrenze zwischen Polen und Tschechien verläuft.
Der südlich des Dorfes gelegene Královecký průsmyk (Königshaner Pass) führt zwischen dem Rehorngebirge und Rabengebirge hindurch, er bildet die Wasserscheide zwischen Elbe und Oder. Der Černý potok fließt nach Norden und mündet in Lubawka (Liebau) in den Bober; während das vom Královecký Špičák kommende Dlouhá Voda (Langengrundwasser) sein Wasser über die Ličná (Litsche) der Elbe zuführt.
Durch Královec führt die Staatsstraße 16 von Trutnov nach Lubawka, auf dem Liebauer Pass befindet sich ein Grenzübergang. Das Dorf liegt an der Eisenbahnlinie von Trutnov nach Žacléř (Schatzlar), die grenzüberschreitende Strecke nach Lubawka führt weiter nach Sedzislaw und Breslau. Sie wird seit 2018 wieder ganzjährig regelmäßig befahren.
Nachbarorte sind Bukówka (Buchwald) im Norden, Jurkowice (Grüssauisch Dittersbach), Lubawka und Ulanowice-Podlesie (Ullersdorf) im Nordosten, Olszyny (Erlendorf), Błażejów (Blasdorf) und Chełmsko Śląskie (Schömberg) im Osten, Vrchová (Burggraben) und Bernatice (Bernsdorf) im Süden, Lampertice (Lampersdorf) im Südwesten, Nové Domky und Černá Voda (Schwarzwasser) im Westen sowie Szczepanów (Tschöpsdorf) im Nordwesten.

## Geschichte
Die erste urkundliche Erwähnung von Königshan stammt aus dem Jahre 1289. In diesem Jahr schenkte der böhmische König Wenzel II. Königshan zusammen mit den Dörfern Kindelsdorf, Trautliebersdorf, Michelsdorf und der Stadt Schömberg dem Herzog Bolko I. von Löwenberg-Jauer. Dieser überließ mit der Stiftungsurkunde vom 8. September 1292 „Künigishain“ dem von ihm neu gegründeten Zisterzienserkloster Grüssau. Somit gehörte es zu den 14 Dörfern, die zusammen mit der Stadt Liebau dem Kloster mit allen Abgaben, Rechten und Pflichten übertragen wurden und den Grundstock des Stiftslandes bildeten. 1328 übergab Abt Heinrich II. das „schon lange verödete“ Dorf „Kunigshayn“ dem Heinrich Buchwald auf dessen Lebzeiten. Er war ein Wohltäter des Klosters und verpflichtete sich, das Dorf sogleich zu besiedeln und wiederherzustellen. Dafür wurde ihm ein lebenslanger Nießbrauch sowie ein Erdbegräbnis auf dem Klosterfriedhof gewährt. Nach Buchwalds Tod kam es wieder zum Stiftsland zurück. 1515 war „Kynigshain“ im Besitz die Herren von Schumburg. 1521 gelangte es an die Brüder Wilhelm und Johann Kruschina von Lichtenburg, die es bis 1542 besaßen. Danach erwarb es Christoph von Gendorf, von dem es sein Schwiegersohn Hans Silber von Pilnikau erbte und nach seinem Tod 1576 dessen Sohn Adam. 
Während der Amtszeit des Grüssauer Abtes Kaspar Albert (1578–1611) wurde Königshan sowie die ebenfalls zu Böhmen gehörenden Stiftsdörfer Bernsdorf, Lampersdorf und Potschendorf an die Herrschaft Schatzlar verkauft. Zusammen mit der Herrschaft Schatzlar gelangten Königshan sowie die drei schon genannten ehemaligen böhmischen Stiftsdörfer 1599 an die Herrschaft Trautenau. Diese verkaufte Königshan sowie Bernsdorf, Lampersdorf und Potschendorf wiederum an das Kloster Grüssau. Kaiser Rudolph II. bestätigte den Kaufvertrag mit der Auflage, das diese Dorfschaften auch weiterhin bei Böhmen verbleiben sollen. 1617 verpachteten Abt und Konvent Königshan zusammen mit den drei anderen in Böhmen gelegenen Stiftsdörfern zu einem jährlichen Zins von 1000 Talern an Heinrich Kapler aus Liebau. Doch die Bewohner dieser Dörfer wollten weiterhin beim Stift Grüssau verbleiben. Vermutlich deshalb wurden Königshan sowie Bernsdorf, Lampertsdorf und Potschendorf von den Aufständischen 1619 konfisziert. Nach der Schlacht am Weißen Berge wurden sie wiederum dem Kloster Grüssau übergeben. Unter Abt Georg II. gelangte Königshan 1622 an Jan Rudolf Trčka von Lípa, Erbherr auf Schatzlar. Dessen Güter wurden nach seinem Tod 1635 vom Kaiser Ferdinand II. konfisziert. Die Herrschaft Schatzlar, mit der Königshan verbunden blieb, schenkte der Kaiser 1636 den Jesuiten von St. Anna in Wien.
1727 erfolgte die Kennzeichnung der Grenze zwischen den Besitzungen des Klosters Grüssau und der Herrschaft Schatzlar mit Grenzsteinen, die auch die Grenze zwischen Böhmen und Schlesien markierten. Durch seine Lage an einer strategisch wichtigen Passverbindung an der Kaiserstraße zwischen Schlesien und Böhmen wurde der Ort mehrfach von militärischen Verbänden heimgesucht. Während des Zweiten Schlesischen Krieges wurden 1745 mehrere Häuser des Dorfes niedergebrannt. 1776 entstand ein Hauptzollamt. Am 12. September 1779 besuchte Kaiser Joseph II. das Dorf. In den Jahren 1833 und 1835 übernachtete Zar Nikolaus I. dreimal im Zollhaus. Ab 1850 war Königshan Teil des Gerichtsbezirks Schatzlar.
1866 lagerten während des Deutschen Krieges die Preußen mit 7000 Mann in Königshan. 1868 wurde das Hauptzollamt zum Zollamt zweiter Klasse rückgestuft. Im gleichen Jahr entstand das Post- und Telegraphenamt und am 1. August begann der Betrieb auf dem Teilstück der Eisenbahnstrecke der Süd-Norddeutschen Verbindungsbahn von Schwadowitz nach Königshan. Die Strecke wurde noch über die Grenze nach Schlesien verlängert, der erste Zug bis Liebau fuhr am 29. Dezember 1875. 1882 begann durch die Österreichische Lokaleisenbahngesellschaft der Bau der Localbahn Königshan-Schatzlar mit dem Hauptziel eines Anschlusses der Schatzlarer Steinkohlenwerke an das Eisenbahnnetz. 1889 ging die Strecke nach Schatzlar in Betrieb. Nachdem im Laufe des 19. Jahrhunderts auch Königshain als Ortsbezeichnung Verwendung fand, wurde 1883 der Name Königshan durch das k.k. Innenministerium für amtlich erklärt. Am 15. Mai 1927 fand in Königshan das 6. Proletarische Grenztreffen deutscher und tschechoslowakischer Kommunisten statt, auf dem vor mehreren tausend Teilnehmern u. a. Ernst Thälmann und Karl Kreibich sprachen.
1930 hatte der Ort 758 Einwohner. Nach dem Münchner Abkommen wurde Königshan 1938 dem Deutschen Reich zugeschlagen und gehörte bis 1945 zum Landkreis Trautenau. Zum Ende des Zweiten Weltkrieges drängten Einheiten der Wehrmacht vor der herannahenden Roten Armee über den Pass nach Böhmen. Ihnen folgten Flüchtlingstrecks und schließlich die Rote Armee, die den Pass bis 1947 besetzt hielt.

## Sehenswürdigkeiten
- Kirche des Hl. Johannes von Nepomuk, errichtet 1924 bis 1928 durch Edmund Schubert aus Schatzlar anstelle einer Kapelle aus dem Jahre 1812
- Statue des Hl. Johannes von Nepomuk

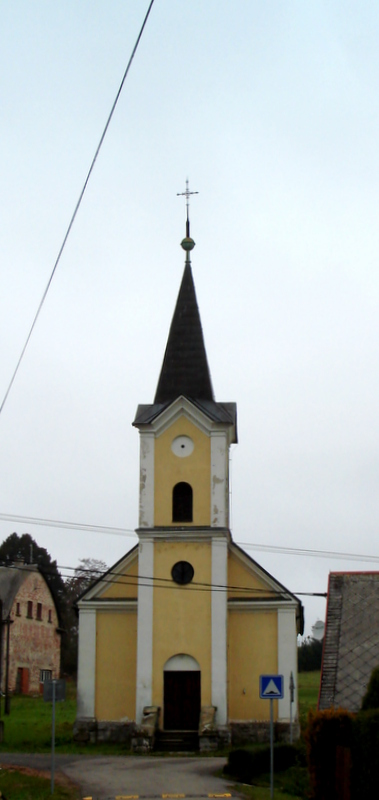
Kirche des hl. Johannes von Nepomuk
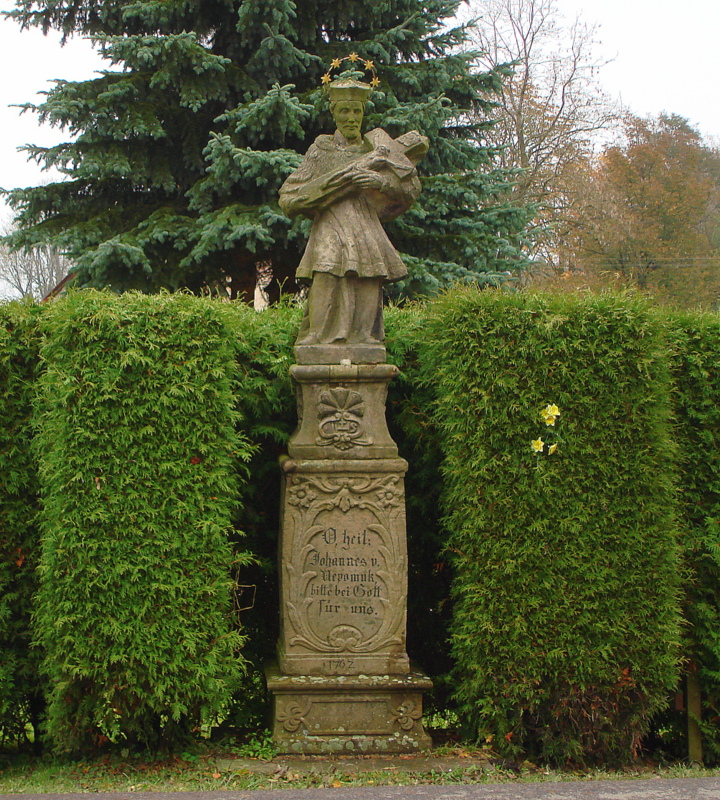
Statue des hl. Johannes von Nepomuk
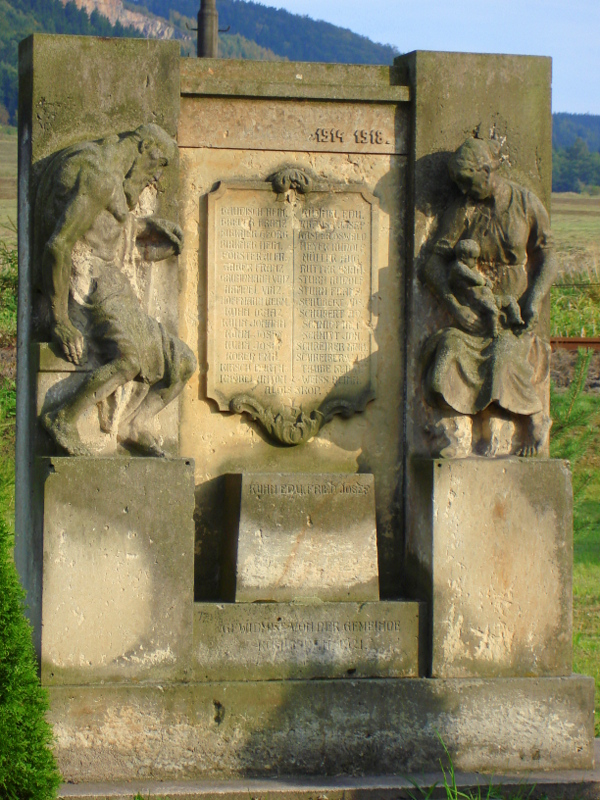
Kriegerdenkmal für die Gefallenen des Ersten Weltkriegs

## Söhne und Töchter der Gemeinde
- Emil Schwantner (1890–1956), deutscher Bildhauer